# ملکه بیوه پادشاه
ملکه بیوه پادشاه (انگلیسی: The Empress Dowager) فیلمی بر اساس زندگی تزی شی است که در سال ۱۹۷۵ منتشر شد. از بازیگران آن می‌توان به لیسا لو و تی لونگ اشاره کرد.